# Channichthys bospori
Channichthys bospori es una especie de pez con aletas radiadas del género Channichthys, de la familia Channichthyidae, orden Perciformes. Fue publicada por Shandikov en 1995.

## Distribución
Se distribuye por el océano Austral: meseta de Kerguelen y el área de la cresta submarina Kerguelen-Heard. Puede alcanzar los 126 m de profundidad.